# Miss Turismo Mundo 2014
Miss Turismo Mundo 2014 fue la 9.ª edición del certamen Miss Turismo Mundo el cual se llevó a cabo el 10 de diciembre de 2014 en el Hotel Boutique Lidotel de la ciudad de Barquisimeto, Venezuela. Candidatas de 35 países y territorios autónomos compitieron por el título. Al final del evento Beronika Martínez, Miss Turismo Mundo 2013, de Venezuela coronó a Tomomi Kondou de Japón como su sucesora.

## Resultados
| Resultado               | Candidata |
| ----------------------- | --- |
| Miss Turismo Mundo 2014 | - Japón - Tomomi Kondou |
| Primera Finalista       | - España - Ana Marquez Vera |
| Segunda Finalista       | - Reino Unido - Ashley Powell |
| Tercera Finalista       | - Brasil - Fernanda Rocha Lemes |
| Cuarta Finalista        | - Croacia - Jelena Katarina Kapa |
| Top 15                  | - Ecuador - Karen Paredes Cantos - Eslovenia - Maja Kocet - Italia - Sofia Pivato - Malasia - Mei Yen Lim - Panamá - Ana Lorena Cortes - Paraguay - Larissa Dominquez - Portugal - Laura Paquete Matos Figueira - Puerto Rico - Mariann Medina Lafontaine - Sudáfrica - Lebogang Lerato Botlhale Keagile - Venezuela - Aurimar Pastrano Rosas |

### Reinas de la Belleza Continental
| Continente     | Candidata                    |
| -------------- | ---------------------------- |
| África         | Kenia - Siwaka Sianto Marley |
| América        | Paraguay - Larissa Dominquez |
| Asia & Oceanía | Myanmar - Jue San Thar       |
| Europa         | Italia - Sofía Pivato        |

### Premios Especiales
| Premio               | Candidata                          |
| -------------------- | ---------------------------------- |
| Mejor Traje Nacional | Ecuador - Karen Paredes Canto      |
| Mejor Cabello        | Venezuela - Aurimar Pastrano Rosas |
| Mejor Traje de Baño  | México - Thiely Santos Montiel     |
| Mejor Traje de Noche | Filipinas - Cindy Madduma          |
| Miss Personalidad    | Dinamarca - Malene Siggaard        |
| Miss Prensa          | Rusia - Anna Naumkina Romanova     |

## Jurado Final
- Saidy El Alam - Diseñador Universo SEA.
- Boris Kosmac - Director del Miss Turismo Croacia.
- Beronika Martinez - Miss Tourism World 2013.
- Jennifer Schell - Modelo y presentadora venezolana.
- Elio Zuleta - Cónsul de Colombia.
- Alvaro Ferreira - Cónsul de Portugal.
- Bibiana Vargas - Miss World Colombia 2006.
- Joseé Martin - Alcalde del Municipio Jiménez.
- Carmen Jiménez de Ramos - Primera dama de Barquisimeto.
- Eleazar Gómez - Cirujano.
- Karina Fernández - Presidente de la Organización Miss Tourism World.
- Eduardo Foliaco - Intérprete.
- Enrique Jara - Embajador de Paraguay.

## Candidatas
28 candidatas compitieron por el título: 
| País/Territorio      | Nombre                           | Edad | Ciudad              |
| Australia            | Susan Kendrick                   | 19   | Sídney              |
| Bolivia              | Pamela Claros Maldonado          | 20   | Cochabamba          |
| Brasil               | Fernanda Rocha Lemes             | 19   | Poços de Caldas     |
| Croacia              | Jelena Katarina Kapa             | 24   | Zagreb              |
| Dinamarca            | Malene Kjaer Siggaard            | 23   | Copenhague          |
| Ecuador              | Karen Lissette Paredes Cantos    | 24   | Portoviejo          |
| Eslovenia            | Maja Kocet                       | 17   | Liubliana           |
| España               | Ana Márquez Vera                 | 20   | Sevilla             |
| Filipinas            | Cindy Pacia Madduma              | 26   | Puerto Princesa     |
| Finlandia            | Isabel Ljungdell                 | 24   | Helsinki            |
| Gran Bretaña         | Ashley Powell                    | 20   | Londres             |
| Guatemala            | Ilse Renate Klug Hengstenberg    | 23   | Ciudad de Guatemala |
| Italia               | Sofia Pivato                     | 19   | Cittadella          |
| Japón                | Tomomi Kondou                    | 26   | Hokkaido            |
| Kenia                | Sikawa Sianto Marley             | 23   | Narok               |
| Malasia              | Cherish Lim Mei Yen              | 20   | Kuala Lumpur        |
| México               | Thiely Juliana Santos Montiel    | 18   | Ciudad de México    |
| Myanmar              | Jue San Thar                     | 19   | Rangún              |
| Namibia              | Asnath Varienne Humpries         | 24   | Windhoek            |
| Panamá               | Ana Lorena Cortes                | 19   | Panama City         |
| Paraguay             | Larissa Soledad Domínguez Morel  | 22   | Asunción            |
| Portugal             | Laura Paquete Matos Figueira     | 18   | Lisboa              |
| Puerto Rico          | Mariann Medina Lafontaine        | 24   | San Juan            |
| Sudáfrica            | Lebogang Lerato Botlhale Keagile | 24   | Midrand             |
| República Dominicana | Irina Peguero Reyes              | 21   | Salvaleón de Higüey |
| Rusia                | Anna Naumkina Romanova           | 25   | Moscú               |
| Uganda               | Roberta Jean-Marie Magoba        | 20   | Kampala             |
| Venezuela            | Aurimar Pastrano Rosas           | 19   | Puerto La Cruz      |

## Sobre los países en Miss Turismo Mundo 2014

### Naciones debutantes
- Japón

### Naciones que no llegaron a competir
- Alemania - Ramona Bernhard
- Azerbaiyán - Sugra Alakbarova
- Burundi -  Vanessa Kezimana
- Canadá -  Natalie Vidal
- Colombia -  Daniela Roldán Ramírez
- Egipto - Hagar El Adly
- Estados Unidos - Ghazil Gill
- Gambia -  Jacqueline Njie
- Ghana -   Naa Teide
- Guyana - Jyoti Hardat
- Hungría - Andrea Galamb
- Indonesia - Wan Aniska Aryati
- Serbia -  Vojislava Srdic
- Nigeria - Collette Nwadike
- Nueva Zelanda - Jessamyn Hogan
- Lesoto -  Relebohile Mamaphathe Kobeli
- Ucrania - Anastasiia Smoliankina

### Naciones ausentes
- Argelia, Bielorrusia,Botsuana, Camerún, Eslovaquia, Francia,Gabón, Guadalupe,Guinea Ecuatorial, Lituania, Macedonia, Moldavia, República Checa, Sri Lanka, Taiwán, Tanzania, Togo, Turquía, y Zambia no concursan en esta edición.